# Brăești (Botoșani)
Brăești is een Roemeense gemeente in het district Botoșani.
Brăești telt 2144 inwoners.